# 平壌外国語大学
座標: 北緯39度3分56.1秒 東経125度46分4.2秒 / 北緯39.065583度 東経125.767833度
平壌外国語大学（ピョンヤンがいこくごだいがく）は、朝鮮民主主義人民共和国平壌市にある5年制の外国語大学である。金日成総合大学と向かい合う場所に位置する。

## 概要
1964年に金日成総合大学の外国語学部を分離して創設された。しかし、平壌外国語大学は政治的エリートの育成を目的とした金日成総合大学の外国語文学部のような高い評価を受けておらず、卒業生の多くは外交官となって外交実務を遂行したり、諜報機関に就職している。
平壌外国語大学には、各言語の学部が5つあり、現在は日本語を含む21か国語を扱っている。学生数は約2,000人。卒業すると「外国語専門家」の資格を与えられる。

## 歴史
1949年11月15日、朝鮮中央通信社が自称する設立日。
1964年、金日成総合大学から分離独立。

## 学部
- 英語学部
- ロシア語学部
- 中国語学部
- 日本語学部
- 民族語学部
  - ドイツ語学科
  - フランス語学科
  - スペイン語学科
  - アラビア語学科
  - ハンガリー語学科
  - マレーシア語学科
  - カンボジア語学科
  - タイ語学科
  - ラオス語学科
  - ペルシャ語学科
  - ヒンディー語学科
  - ウルドゥー語学科
  - ブルガリア語学科
  - チェコ語学科
  - ポーランド語学科
  - イタリア語学科
  - ポルトガル語学科
  - ルーマニア語学科

## 著名な出身者
- 金賢姫（日本語学部） - 大韓航空機爆破事件実行犯の一人。2年生のときに召還され、工作員教育が施される。
- 高容姫（不明） - 舞踊家。元朝鮮労働党総書記金正日の妻の一人。金正哲・金正恩・金与正の母親。
- 太永浩（不明） - 元駐英公使。第21代韓国国会議員。
- 李容浩 （英語学部）- 北朝鮮の政治家・外交官

## 著名な教職員
- チャールズ・ジェンキンス（英語学部） - 朝鮮戦争米軍脱走兵。本人の母語はアメリカ英語。
- ジェームズ・ドレスノク （英語学部） - 米軍脱走兵。息子のジェームズは英語学部の学生。

## 卒業後の主な進路
- 外務省
- 朝鮮の声放送
- 高麗航空
- 朝鮮国際旅行社